# Kościół Najświętszej Maryi Panny w Grudzy
Kościół pod wezwaniem Najświętszej Maryi Panny w Grudzy – świątynia o statusie kościoła parafialnego Parafii Imienia Najświętszej Maryi Panny w Grudzy.

## Historia
Kościół Parafialny Imienia Najświętszej Marii Panny został zbudowany w końcu XV wieku jako późnogotycki, gruntownie przebudowany przez ewangelików lub wzniesiony na nowo w latach 1765–1768 i 1772.
Był remontowany w 1962 r. i 1975 r. Podczas pierwszego remontu rozebrano część emporiarną.
Od 21 września 1964 roku świątynia wpisana jest do Rejestru zabytków nieruchomych woj. dolnośląskiego Narodowego Instytutu Dziedzictwa i stanowi najstarszy i jeden z najcenniejszych zabytków wsi Grudza.
Kościół został odremontowany ze środków pozyskanych z Programu Rozwoju Obszarów Wiejskich 2007–2013. W ramach projektów odnowiono elewację kościoła, położono nowy dach, a także odrestaurowano wnętrze świątyni.

## Architektura
Orientowany kościół ma prostokątną, 3-przęsłową nawę, węższe prostokątne prezbiterium i wieżę na osi, dołem kwadratową, górą 8-boczną, zwieńczoną hełmem z prześwitem. Okna są półkoliście zamknięte w opaskach. Elewacje dzielone lizenami w tynku. Podobnie akcentowane naroża i gzymsy. Wnętrze przekryte sklepieniem żeglastym  na gurtach wspartych na pilastrach. Wystrój i wyposażenie głównie barokowe i rokokowe, m.in. drewniany polichromowany ołtarz z 2 poł. XVIII w. i klasycystyczne  ołtarze boczne z początku XIX w., drewniana polichromowana ambona z 2 poł. XVIII w. z drewnianą pokrywą; obrazy olejne z XVIII w. i nieliczne parametry z XVIII-XIX w. Wokół kościoła i cmentarza znajduje się kamienny mur z bramą z XVI w..

## Galeria

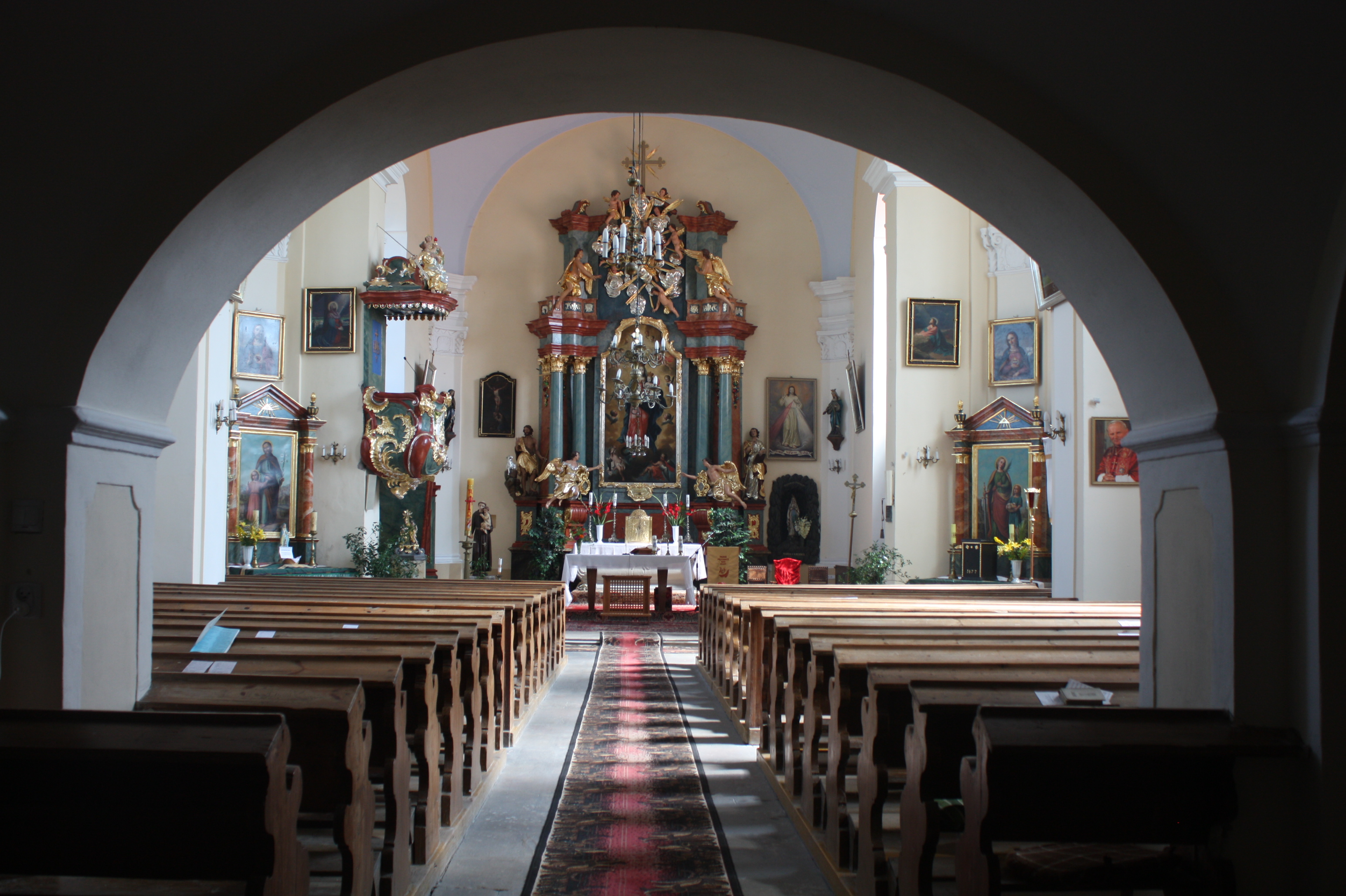
Widok od strony głównego wejścia
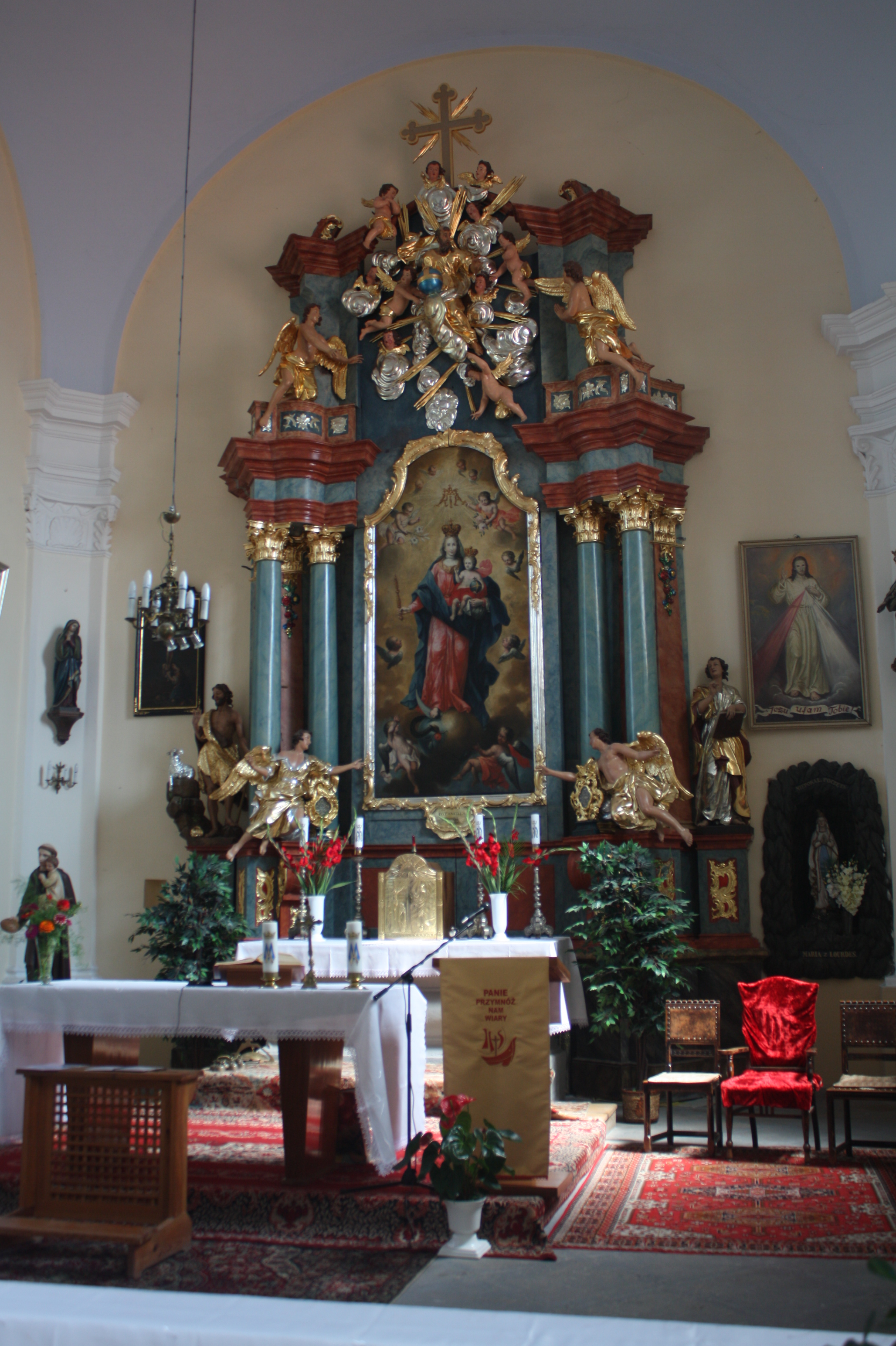
Ołtarz
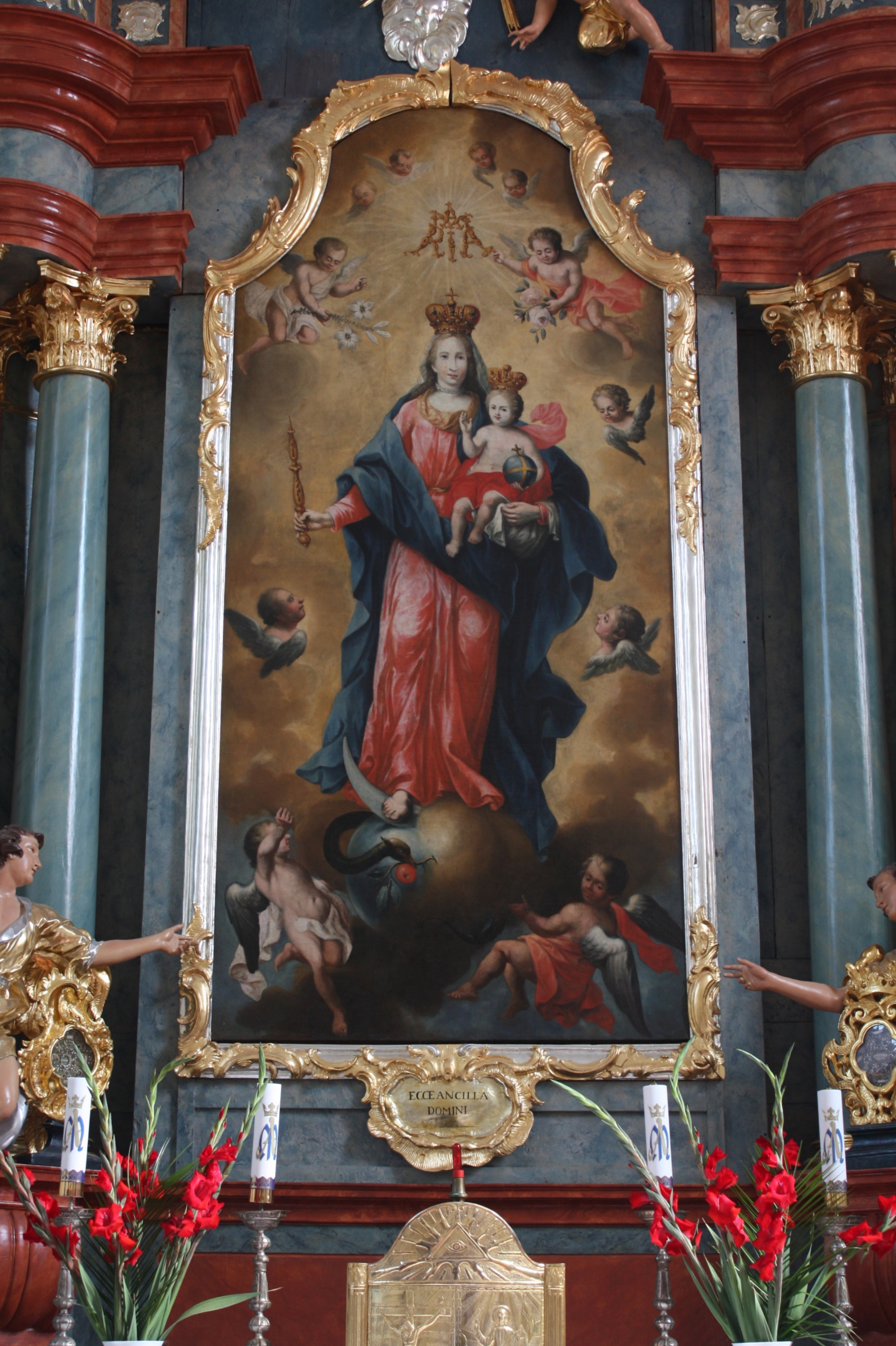
Obraz na ołtarzu
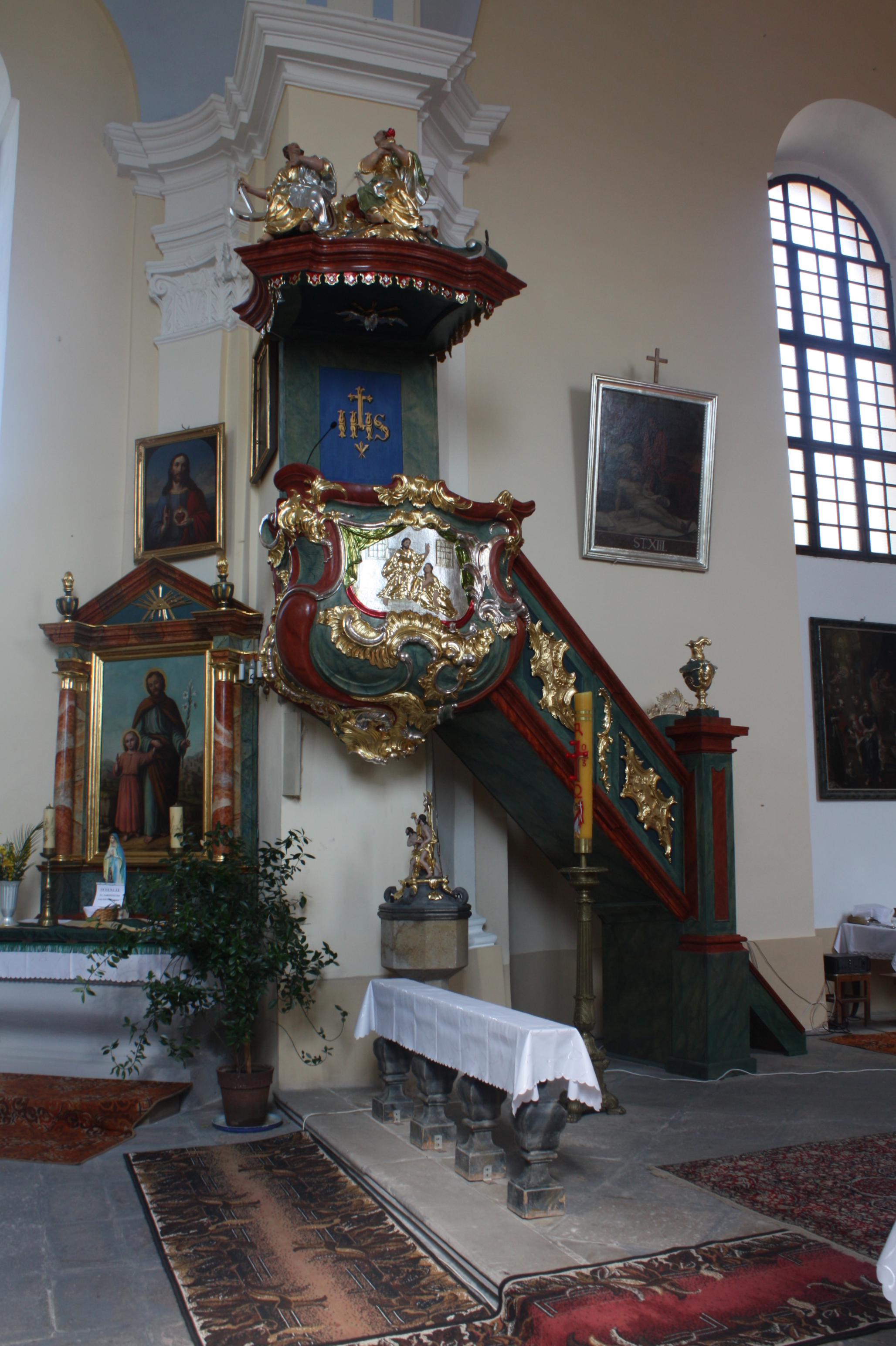
Ambona
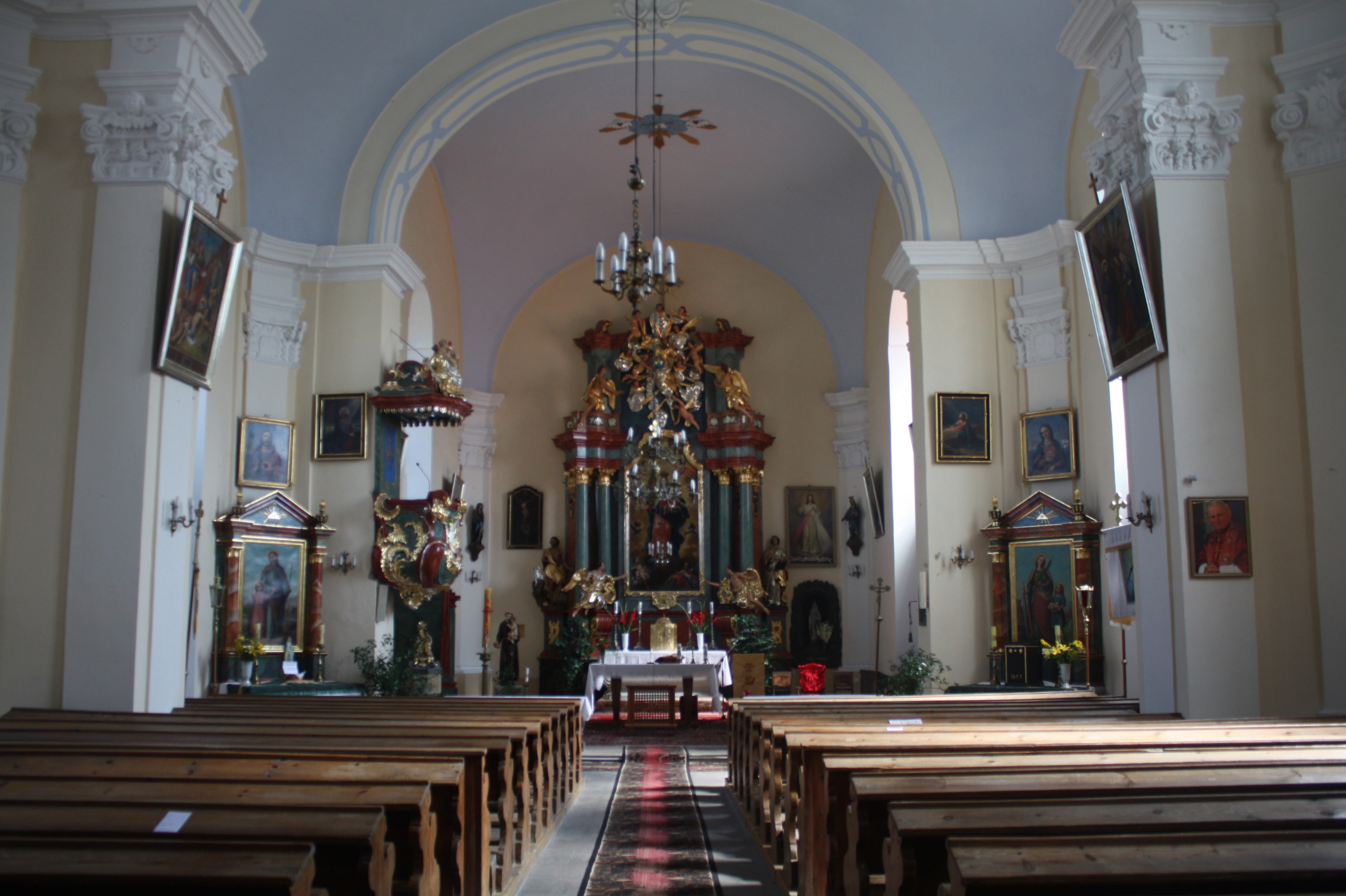
Widok ogólny